# Carl von Linné
Cet article concerne le naturaliste suédois le plus connu sous ce nom. Pour son fils, naturaliste aussi et portant le même nom, voir Carl von Linné le Jeune.
Pour les articles homonymes, voir Linné.
Carl Linnæus, puis Carl von Linné (on trouve aussi Charles de Linné en version française) après son anoblissement, est un naturaliste suédois né le 23 mai 1707 à Råshult et mort le 10 janvier 1778 à Uppsala qui a posé les bases du système moderne de la nomenclature binominale. Considérant que la connaissance scientifique nécessite de nommer les choses, il a répertorié, nommé et classé, systématiquement, l'essentiel des espèces vivantes connues à son époque, en s'appuyant sur ses observations, ainsi que sur celles de son réseau de correspondants.
La hiérarchie des classifications qu'il met en avant s'impose au XIXe siècle comme la nomenclature standard.
Il ne doit pas être confondu avec son fils, qui porte le même nom et que l'on désigne comme Carl von Linné le Jeune.
Père du concept de biodiversité par son identification de près de 6 000 espèces végétales et 4 400 animales, sa classification s'inscrit dans un contexte historique plurimillénaire où la notion d'évolution des espèces n'existe pas encore, depuis la classification du philosophe grec Aristote, d'une part, et la doctrine biblique créationniste, d'autre part. Elle est donc fixiste et constitue le modèle dominant du rapport de proximité anatomique entre les espèces jusqu'au XIXe siècle. La classification intègre le concept d'évolution à la suite de Jean-Baptiste de Lamarck, fondateur du transformisme.

## Histoire de son nom

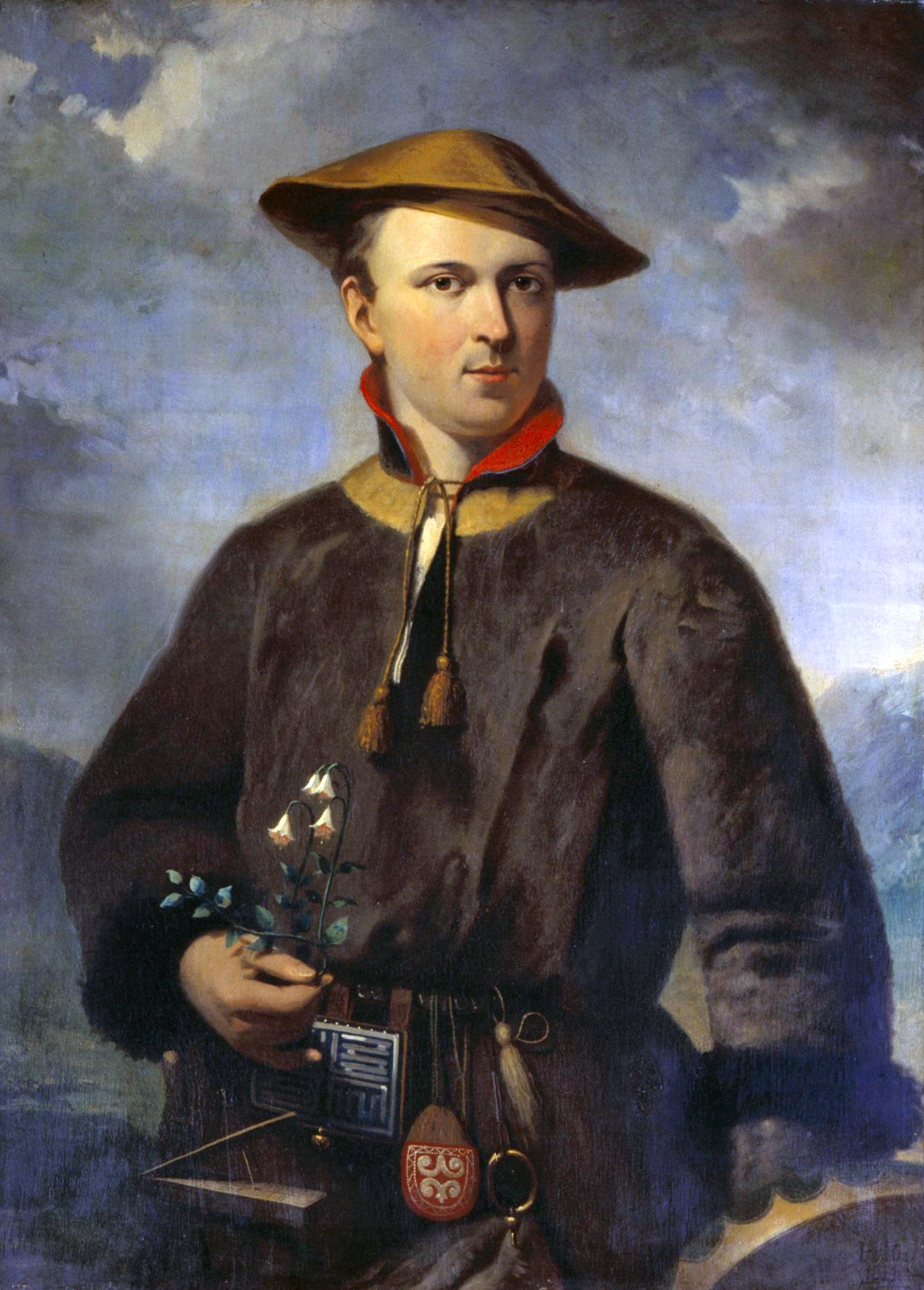
Linné en costume de Lapon (entre 1735 et 1740).

Le grand nomenclateur que fut Linné, qui consacra sa vie à nommer la plupart des objets et êtres vivants, puis à les ordonner selon leur rang, eut lui-même maille à partir avec sa propre identité, son nom et même son prénom ayant été remaniés tant de fois au cours de sa vie qu'on ne dénombre pas moins de neuf binômes (ou bi-noms, en deux noms) et autant de synonymes.
Aux XVIIe et XVIIIe siècles, la plupart des Suédois ne portent pas encore de noms de famille. Aussi le grand-père de Linné, conformément à la tradition scandinave, s'appelait Ingemar Bengtsson (signifiant « Ingemar, fils de Bengt ») et son propre fils, le père de Linné, fut d'abord connu sous le nom de « Nils Ingemarsson » (signifiant « Nils, fils d'Ingemar »).
Mais Nils, pour répondre aux exigences administratives lors de son inscription à l'université de Lund, doit choisir un patronyme. Sur les terres familiales pousse un grand tilleul. La propriété en porte déjà le nom : Linnagård (ou Linnegård), toponyme formé de linn (variante aujourd'hui obsolète de lind, « tilleul » en suédois) et de gård (« ferme »). Plusieurs membres de la famille s'en sont déjà inspirés pour former des patronymes comme Lindelius (à partir de lind) ou Tiliander (à partir de Tilia, « tilleul » en latin). Et puisqu'il est de bon ton dans les milieux instruits de pratiquer le latin, Nils choisit de devenir « Nils Ingemarsson Linnæus ».
Honorant ensuite le très populaire souverain de Suède de l'époque Charles XII, (en suédois Karl XII, 1682-1718), Nils donne le prénom du roi à son fils, qui débute donc son existence en s'appelant « Carl Nilsson » (signifiant « Carl, fils de Nils »), puis Karl Linnæus, le plus souvent orthographié « Carl Linnæus ».
Lorsque Carl Linnæus s'inscrit à l'université de Lund à l'âge de vingt ans, son prénom est enregistré sous la forme latinisée de Carolus. Et c'est sous ce nom de Carolus Linnæus qu'il publie ses premiers travaux en latin.
Parvenu à une immense notoriété et en qualité de médecin de la famille royale de Suède, il est anobli en 1761 et prend en 1762 le nom de « Carl von Linné », Linné étant un diminutif (« à la française », selon la mode de l'époque dans nombre de pays de langue germanique) de Linnæus et von étant la particule nobiliaire (allemande). Dans le monde francophone comme en Suède, il est aujourd'hui communément connu sous le nom de « Linné ».
En botanique, où les citations d'auteurs sont souvent abrégées, on emploie l'abréviation standardisée « L. ». Il est ainsi le seul botaniste dont le nom est abrégé en une seule lettre.
Il ne doit pas être confondu avec son fils Carl von Linné le Jeune que l'on distingue de son père, en le citant en tant que Linnaeus filius (abrégé en botanique en L.f.).
En zoologie, où il est d'usage de citer le nom patronymique complet de l'auteur du taxon, on emploie « Linnæus » (ou sa graphie sans ligature latine « Linnaeus », adoptée en anglais et plus pratique pour les utilisateurs de claviers dits internationaux) à la suite des taxons qu'il a décrits, et plus rarement « Linné », car c'est sous son nom universitaire « Linnæus » que ses principaux travaux de taxinomie zoologique jusqu'à 1761 ont été publiés (sauf les 1 500 noms d'espèces d'animaux nouveaux établis en 1766/1767 dans la 12e édition de Systema naturae, pour lesquelles on utilise habituellement en français le nom d'auteur « Linné »). De plus, à la différence de son prénom (Carolus), « Linnæus » n'est pas une transcription latine a posteriori, mais son véritable patronyme.
Quant à ses œuvres, elles sont publiées jusqu'en 1762 sous les noms de « Caroli Linnæi » (qui est la forme au génitif, signifiant « de Carolus Linnæus »), ou encore « Carl Linnæus » ou seulement « Linnæus ». En 1762, sur la page de couverture de la seconde édition de Species plantarum, le nom est encore imprimé de cette manière. Mais ensuite, il n'apparaît plus imprimé que dans sa forme nobiliaire « Carl von Linné » ou « Carolus a Linné » (le a ou ab étant la traduction latine de von). Dans quelques bibliothèques, il est généralement entré comme « Linnaeus, Carolus (Carl von Linné) », d'autres utilisent « Carl von Linné ».
En français, on trouve aussi parfois le nom sous la forme entièrement francisée « Charles Linné », notamment dans les ouvrages du XVIIIe siècle et encore aujourd'hui dans des noms de rue, mais aussi dans quelques ouvrages récents.

## Biographie

### Enfance dans la campagne suédoise

Généalogie de la famille de Linné.

Carl Linnæus naît le 23 mai 1707 à Råshult dans la paroisse de Stenbrohult du comté de Kronoberg, dépendant à cette époque de la province suédoise méridionale du Småland. La région est riche en forêts et en lacs, l'environnement est particulièrement propice à la contemplation et à l'observation de la nature.
Le père de Carl, Nils Ingemarsson Linnaeus (1674-1748) est alors un vicaire de l'église luthérienne et sa mère, Kristina Brodersonia (1688-1733) est la fille du pasteur de Stenbrohult, Samuel Brodersonius. Nils exerce cette charge d'assistant pastoral depuis son arrivée à Råshult en 1705, mais en 1709, à la mort de son beau-père, il devient lui-même le pasteur de la paroisse et la famille déménage de quelques centaines de mètres jusqu'au presbytère de Stenbrohult, au bord du lac de Möckeln.
Nils est un amoureux des plantes qui transmet sa passion à son jeune fils, permettant à celui-ci d'entretenir son propre jardin dès l'âge de 5 ans. Mais avec un père et un grand-père pasteurs, la destinée de Carl est de suivre leurs traces et de devenir aussi pasteur.
Carl quitte le foyer familial à 9 ans, le 10 mai 1716, pour entrer à l'école de Växjö à une quarantaine de kilomètres de Stenbrohult. Il poursuit ensuite ses études au lycée de la même ville, qu'il intègre le 11 juillet 1723 et qu'il quitte le 6 mai 1727.
Il ne montre toutefois guère d'enthousiasme pour les études et la vocation religieuse. Il préfère s'intéresser aux choses de la nature et y passer son temps. Ses camarades le surnomment déjà « le petit botaniste ». Les professeurs, notamment celui d'histoire naturelle, le Dr Johan Stensson Rothman (1684-1763), convainquent finalement les parents de Carl de ne pas lui imposer une carrière religieuse et de lui permettre de poursuivre des études de médecine.
C'est finalement son jeune frère, Samuel, qui succédant à son père et à son grand-père, deviendra pasteur de Stenbrohult.

### Brillant étudiant de l'université d'Uppsala

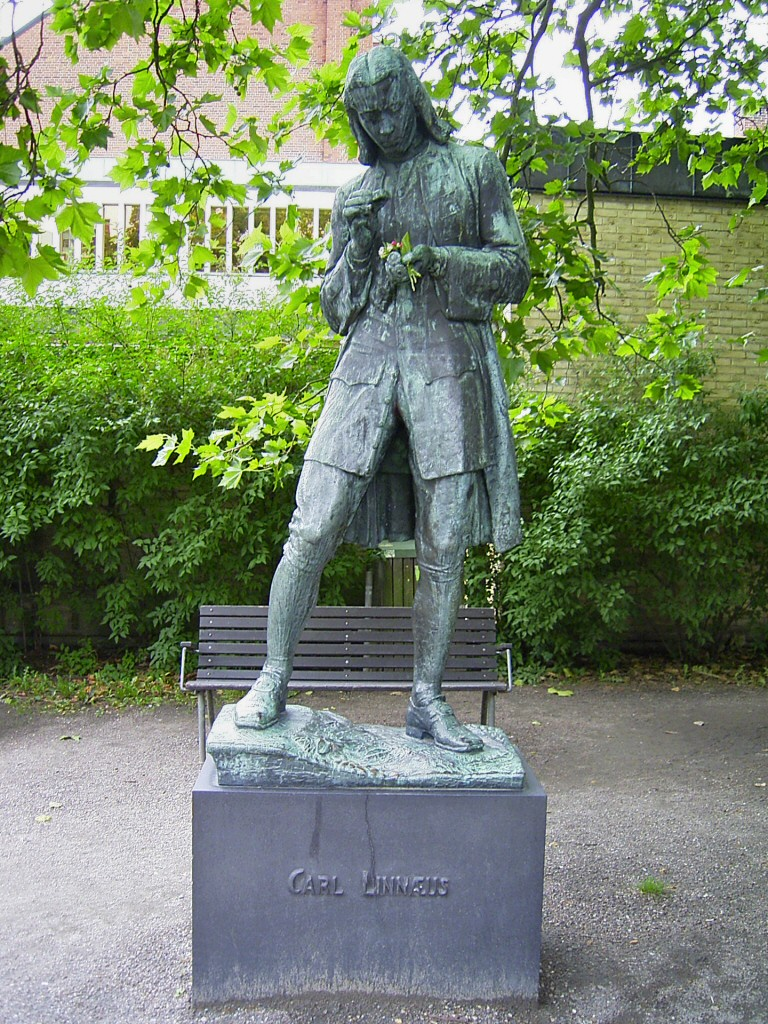
Statue de Linné à l'extérieur de la bibliothèque de Lund.

Inscrit sous le nom de « Carolus Linnæus », il commence ses études à l'université de Lund en 1727. Il y reçoit notamment l'enseignement de Kilian Stobæus (1690-1742), le futur professeur et recteur de l'université, alors encore seulement docteur en médecine, qui lui offre son amitié et ses encouragements et lui ouvre ses collections et sa bibliothèque.
Cependant, sur les conseils de son ancien professeur de Växjö, le Dr Johan Stensson Rothman, il s'inscrit à la prestigieuse université d'Uppsala qu'il rejoint en septembre 1728, où il peut effectivement trouver la richesse générale de connaissances qui lui convient.
Fort peu développées à cette époque, les études de médecine n'étaient suivies que par une dizaine d'étudiants sur les cinq cents environ que comptait l'université et il n'était pas prévu que l'on puisse soutenir sa thèse de doctorat en Suède. Mais l'enseignement médical incluait une part importante de botanique, notamment l'apprentissage des caractères des plantes, de leurs vertus médicinales et de la manière de les préparer en pharmacie. Ces études furent sans doute le moyen, voire le prétexte, pour Carolus Linnæus de s'adonner à sa passion pour la botanique.

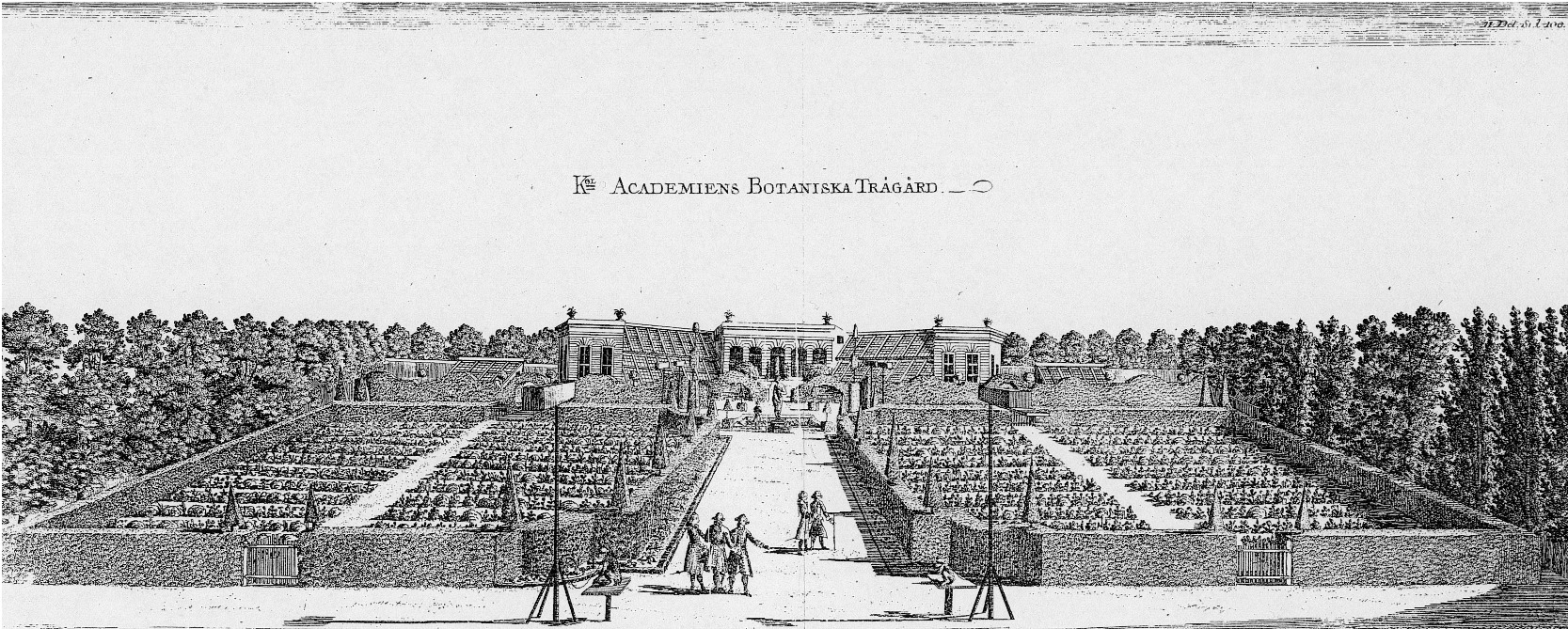
Le jardin botanique d'Uppsala (Hortus Upsaliensis) à l'époque de Linné.

Arrivé à Uppsala sans un sou vaillant, il lui faut aussi subvenir à sa propre existence. Alors qu'à peine arrivé en ville, il visite le jardin botanique fondé par Olof Rudbeck (1630-1702), il est remarqué et pris en charge par Olof Celsius (1670-1756), le doyen de la cathédrale et oncle du savant Anders Celsius (1701-1744). Olof Celsius présente Linné à Olof Rudbeck le Jeune (1660-1740), lui-même médecin naturaliste, qui engage le jeune étudiant comme tuteur de ses fils et lui permet d'accéder à sa bibliothèque. Linné remplace un temps l'assistant de Rudbeck, Nils Rozén (1706-1773), alors en voyage à l'étranger. Olof Rudbeck le Jeune eut une grande influence sur le jeune Linné, qui baptisa la Rudbeckia en son honneur.

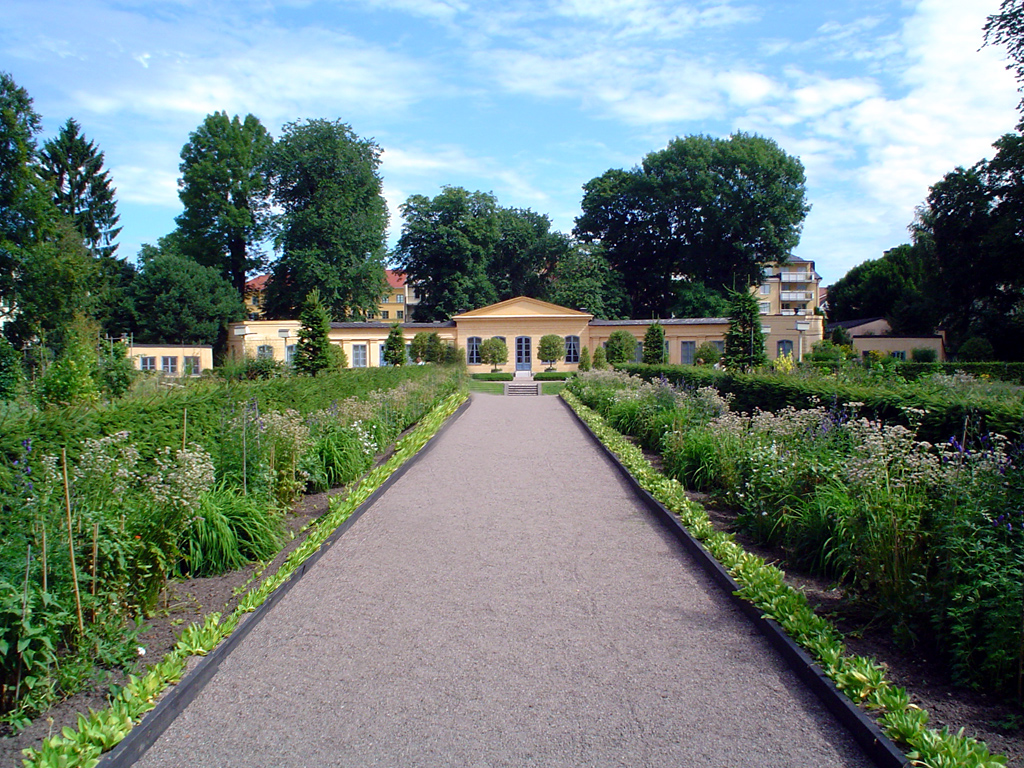
Le jardin de Linné a été entretenu et peut actuellement se visiter à Uppsala.

Linné a justement comme professeur Olof Rudbeck le Jeune, ainsi que Lars Roberg (1664-1742).
C'est à Uppsala, dès l'âge de 24 ans, qu'il conçoit sa classification des plantes d'après les organes sexuels et commence à l'exposer dans son Hortus uplandicus.
C'est aussi à Uppsala, que Linné se lie d'amitié avec Peter Artedi (1705-1735), son aîné de deux ans, qui, également issu d'un milieu d'église, destiné à devenir pasteur et venu étudier la théologie, s'intéresse finalement plus à l'histoire naturelle, particulièrement aux poissons. Les deux se séparent lorsque Linné part pour la Laponie et Artedi pour la Grande-Bretagne. Avant leur départ, ils se lèguent mutuellement leurs manuscrits en cas de décès. Artedi se noie à Amsterdam en 1735 où il venait réaliser le catalogue des collections d'ichtyologie d'Albertus Seba (1665-1736). Suivant leur accord, Linné hérite des manuscrits d'Artedi. Il les fait paraître sous le titre de Bibliotheca Ichthyologica et de Philosophia Ichthyologica, accompagné d'une biographie de leur auteur, à Leyde en 1738.

### À travers l'Europe: des voyages d'exploration à la notoriété
Linné considère les voyages comme un outil important pour accroître les connaissances scientifiques. À la suite des expéditions de Olof Rudbeck le Jeune qui, en 1695, avait rapporté une exceptionnelle et très riche collection de plantes de la Laponie mais dont l'incendie de la bibliothèque d'Upsal en 1702, avait ruiné les découvertes, il est engagé en 1732 par Charles XII pour remédier à ce désastre et faire le même trajet que Rudbeck. Linné conduit ainsi des missions scientifiques en Laponie et en Dalécarlie, à l'époque régions pratiquement inconnues. Il en rapporte une très riche collection de spécimens végétaux, animaux et minéraux et publie sa première étude qui utilise le système sexuel des plantes, Florula Lapponica qu'il améliora par la suite sous le nom de Flora Lapponica (1737). Bien qu'il donne des conférences de botanique et qu'il soit considéré à Uppsala comme un génie, il n'a pas encore de diplôme de médecine.
En 1735, il part aux Pays-Bas, avec l'intention d'y obtenir son diplôme de médecine et de publier ses écrits. En chemin, il fait halte à Hambourg où il rencontre le maire Johann Anderson (1674-1743), lui aussi naturaliste. Il obtient son titre de docteur en médecine, un titre qui n'est à l'époque pas délivré en Suède, le 24 juin 1735 après un court séjour à l'université de Harderwijk. Il quitte alors Harderwijk pour Amsterdam. Il met en forme ses notes et rencontre le botaniste Jan Frederik Gronovius (1686-1762) à qui il montre son manuscrit Systema Naturae. Celui-ci est si impressionné qu'il décide de financer son édition à Leyde. Il rencontre également le directeur du jardin botanique d'Amsterdam, Johannes Burman, qui travaille alors à son Thesaurus Zeylanicus, un ouvrage consacré à la flore de l'actuel Sri Lanka,. Burman l'emploie pendant quelque temps. Pendant son séjour en Hollande, il a accès au Hortus Malabaricus de Hendrik van Rheede, une encyclopédie fondatrice sur la botanique du sous-continent indien qui n'est disponible à l'université d'Uppsala qu'en 1756.
En 1736, Linné fait un voyage à Londres où il rencontre les personnes en vue de l'université d'Oxford tel le physicien Hans Sloane, le botaniste Philip Miller et le professeur de botanique Johann Jacob Dillenius (1684-1747).
Il rentre à Amsterdam pour continuer l'impression de son travail Genera Plantarum, point de départ de sa taxinomie. Au cours de son séjour en Hollande, il rencontre également le pharmacien Albertus Seba (1665-1736) et le botaniste Herman Boerhaave (1668-1738) qui le met en relation avec l'influent George Clifford (1685-1760), président de la Compagnie néerlandaise des Indes orientales et botaniste distingué. Il étudie et travaille au cours de l'année 1737 dans le jardin et les serres du riche banquier. Clifford est en relation avec les marchands hollandais et les plantes collectées dans le monde entier sont ramenées à Linné qui s'efforce de les intégrer dans son Systema naturae. Son jardin à Hartekamp était fameux à l'époque, puisqu'il y avait plus de mille espèces différentes. Linné y écrit une dissertation sur le bananier, Musa Cliffortiana, ainsi que, en collaboration avec Georg Dionysius Ehret, illustrateur botanique, une description de jardin anglais, l'Hortus Cliffortianus, publié en 1738.

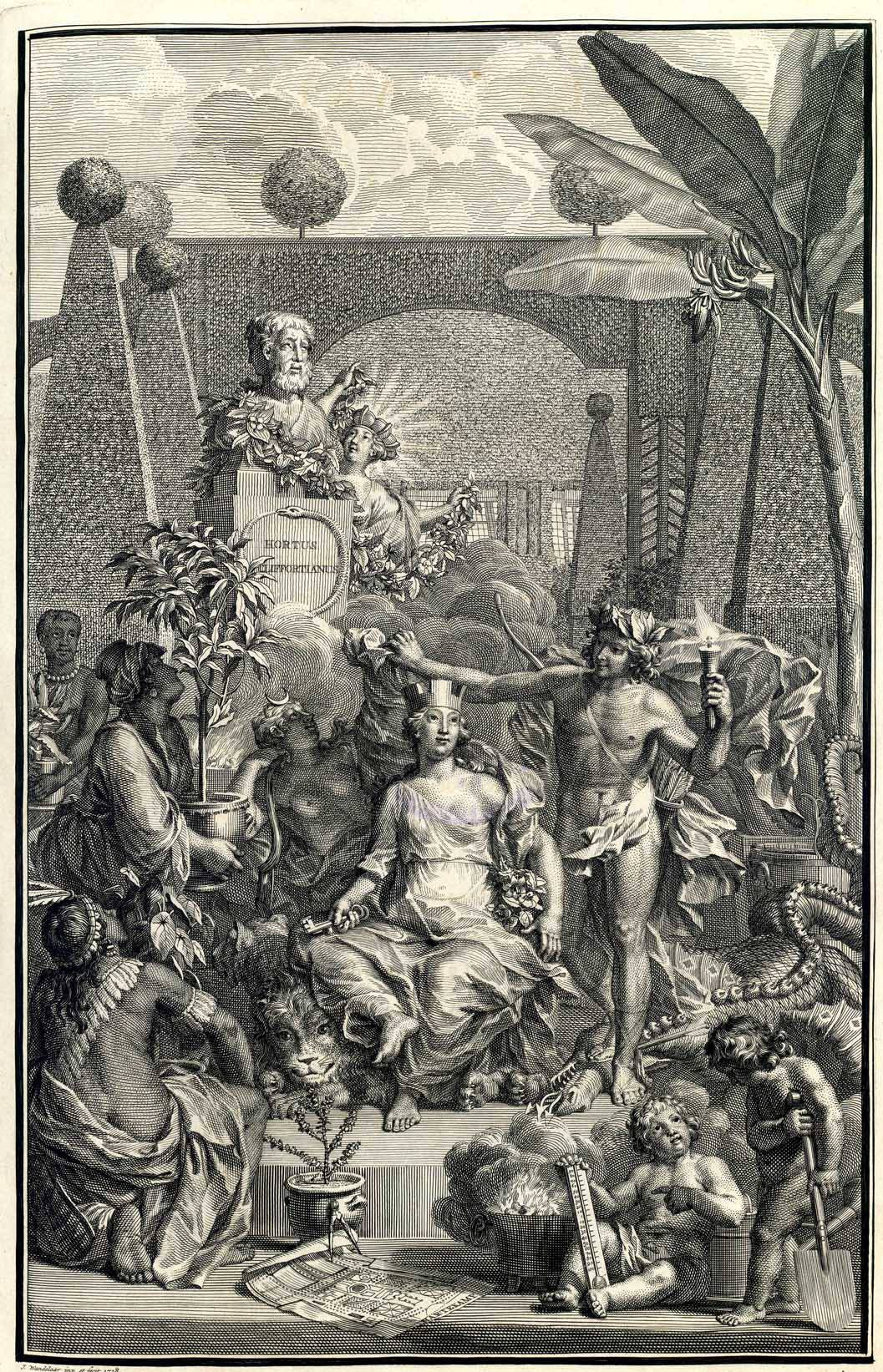
Dans le frontispice dHortus Cliffortianus il est fait allusion au mythe prométhéen et au thermomètre de Celsius. En effet on attribue à Linné l'inversion de l'échelle des degrés centigrades (0 °C : fusion et 100 °C : vaporisation).

Il part ensuite pour l'université de Leyde, plus prestigieuse, où il reste une année au cours de laquelle son ouvrage Classes Plantarum est imprimé. Avant de rentrer en Suède, il va à Paris où il fait la rencontre de Bernard de Jussieu et de Claude Richard à Trianon.

### Retour en Suède

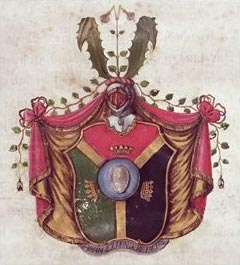
Armoiries de Carl von Linné après obtention de son titre de noblesse.

Linné retourne alors en Suède, malgré la proposition qui lui est faite aux Pays-Bas de partir en Amérique du Sud. Il ne quittera d'ailleurs plus jamais la Suède. Ne recevant pas de proposition qui le satisfasse, il exerce la médecine à Stockholm en se spécialisant dans le traitement de la syphilis.
Il se marie le 26 juin 1739 avec Sara Elisabeth Moræa (1716-1806), originaire de Falun. Ensemble ils auront sept enfants, deux garçons et cinq filles : Carl (1741-1783), Elisabeth Christina (1743-1782), Sara Magdalena (1744, morte à l'âge de quinze jours), Lovisa (1749-1839), Sara Christina (1751-1835), Johan (1754-1757) et Sofia (1757-1830).
Finalement, en 1741, il obtient la chaire de médecine à l'université d'Uppsala puis celle de botanique, fonction qu'il occupera jusqu'à sa mort. Dans le jardin botanique de l'Université, il arrange les plantes selon sa classification. Il effectue trois expéditions en Suède et inspire une génération d'étudiants. Les comptes rendus de voyages sont publiés en suédois afin d'être accessibles à tous. Outre la pertinence des observations de la vie de tous les jours, ces œuvres sont aussi appréciées pour leur qualité littéraire.
Linné continue de réviser son ouvrage, Systema Naturae, qui ne cesse de grossir au fil des ans et à mesure qu'il reçoit du monde entier des spécimens de végétaux et d'animaux qu'on lui expédie et qu'il doit classer. De la brochure de dix pages du début (deux pages pour les minéraux, trois pour les plantes, deux pour les animaux), son œuvre devient un ouvrage de plusieurs volumes. Quand il n'est pas en voyage, il travaille sur l'extension du domaine minéral et animal. Il est si fier de son travail qu'il se voit tel un nouvel Adam nommant la nature, au point qu'il avait coutume de dire immodestement « Deus creavit, Linnaeus disposuit », ce qui traduit du latin signifie « Dieu a créé, Linné a organisé ».

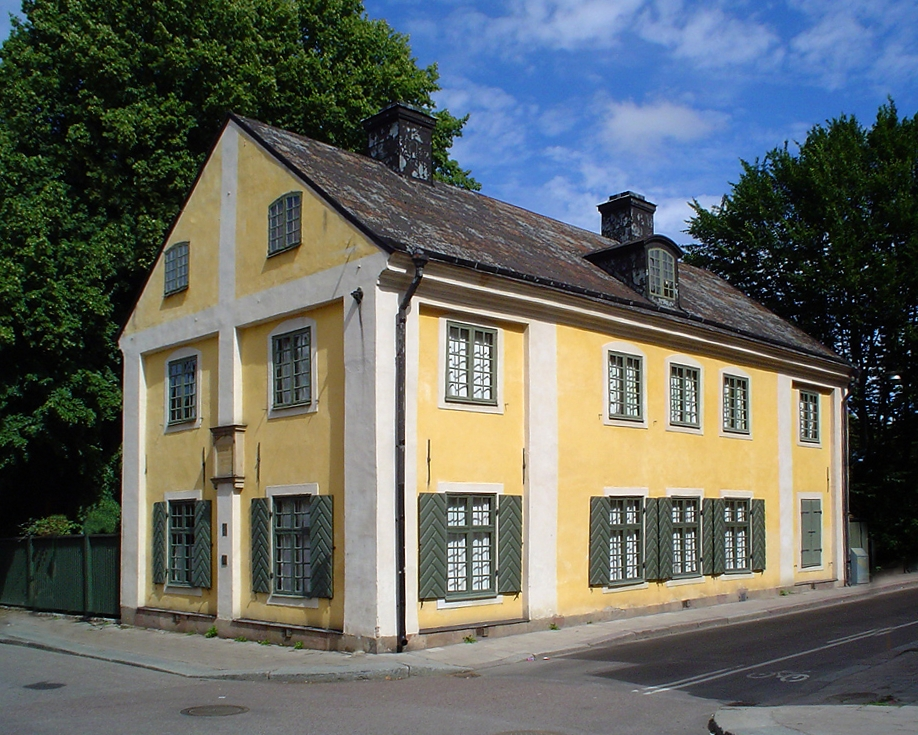
Maison de Linné à Uppsala.

Il plante en 1745 la première horloge florale dans le Jardin botanique d'Uppsala.
En 1747, il devient médecin de la famille royale de Suède et obtient un titre de noblesse en 1761. En 1752, notamment, il publie avec son élève Andreas Wåhlin l'ouvrage Dissertatio medica odores medicamentorum exhibens [ Mémoire sur les odeurs affichées par différentes plantes médicinales ] où ils tentent de classer les milliers d'odeurs émises par les plantes, et l'effet de ces odeurs sur le corps humain.
À la fin de sa vie, il est devenu si célèbre que Catherine II de Russie lui envoie des graines de son pays. Il entre aussi en correspondance avec Joannes A. Scopoli, surnommé le « Linné de l'Empire autrichien », qui était docteur et botaniste à Idrija, duché de Carniole en actuelle Slovénie. Scopoli lui a transmis toutes ses recherches et ses observations pendant des années, sans qu'ils pussent se rencontrer à cause de la distance. Pour lui rendre hommage, Linné a nommé Scopolia un genre de la famille des Solanaceae.

### Mort

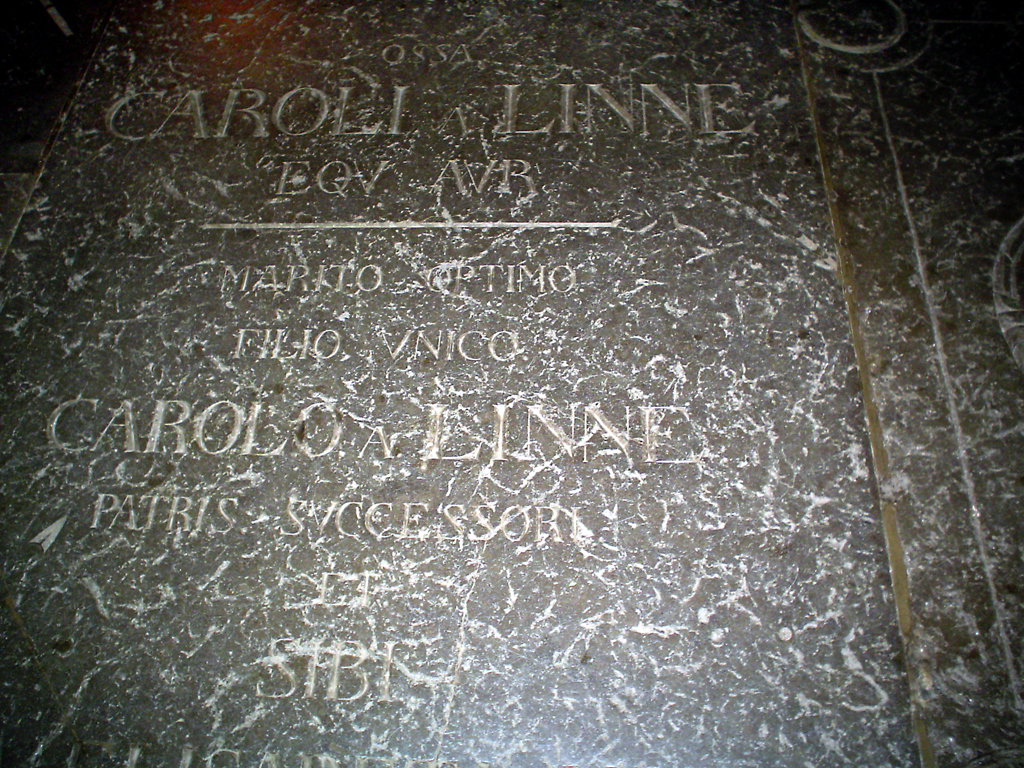
Pierre tombale de Linné père et fils à la cathédrale d'Uppsala.

Les dernières années sont marquées par une santé déclinante. Il souffre de la goutte et de maux de dents. Une attaque en 1774 le laisse très faible et une seconde, deux ans plus tard lui paralyse la partie droite. Il meurt le 10 janvier 1778 à Uppsala, au cours d'une cérémonie dans la cathédrale, où il est par ailleurs enterré.
Six années plus tard, suivant ses instructions posthumes, sa veuve vendit sa bibliothèque, ses manuscrits et la plus grande partie de ses collections (plus de 14 000 plantes et 3 000 insectes) à un acquéreur qui en prendrait grand soin. Ce dernier, un jeune Anglais nommé James Edward Smith, fonda une société scientifique chargée de recevoir ces trésors et l'appela la Linnean Society of London, où les collections sont conservées, protégées dans un sous-sol, mais disponibles aux chercheurs.
Carl von Linné était membre de l'Académie royale des sciences de Suède et de l'Académie royale danoise des sciences et des lettres.

## Son œuvre

### Systema naturæ

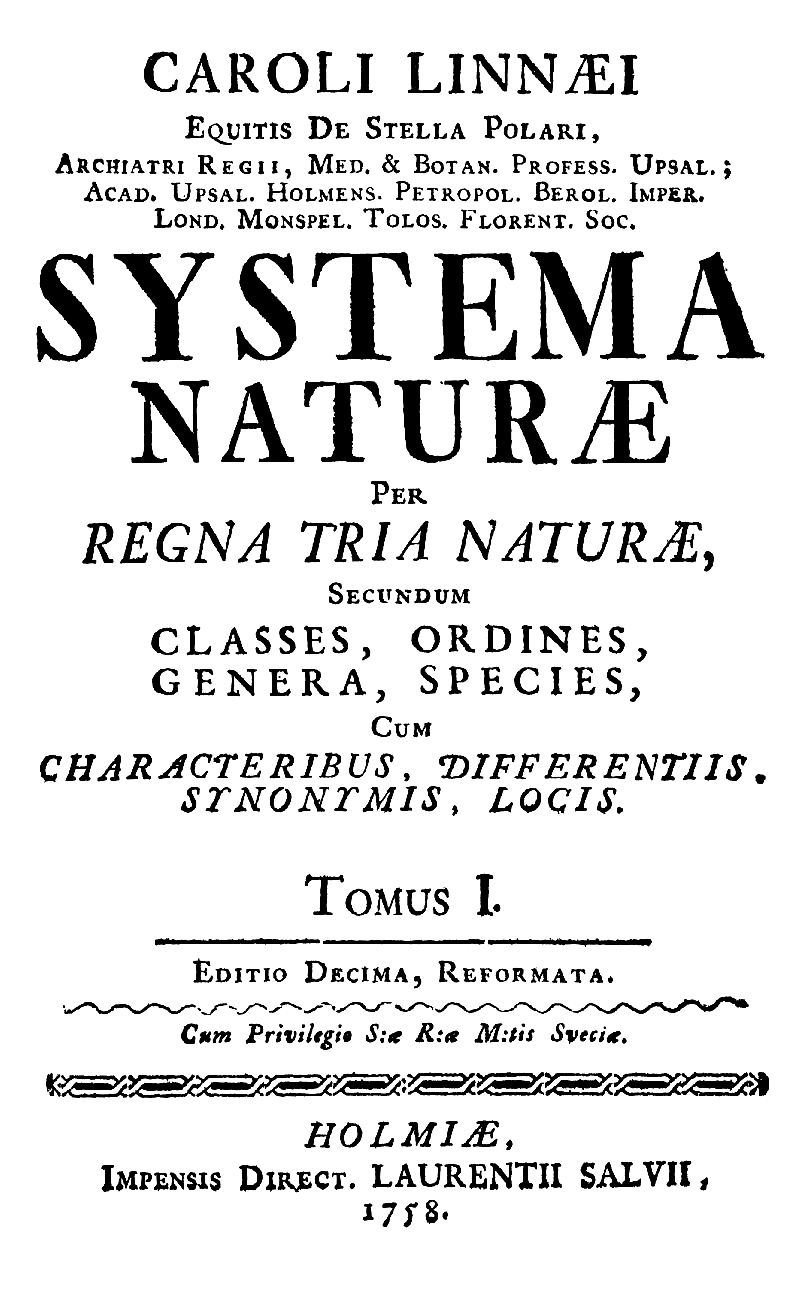
Première page du Systema naturæ (1758).

L'ouvrage le plus important de Linné est son Systema naturæ (Système de la nature) qui connaît de nombreuses éditions successives, la première datant de 1735. Chacune d'elles améliore son système et l'élargit. C'est avec la dixième édition, de 1758, que Linné généralise le système de nomenclature binominale.
Mais sa classification est parfois totalement artificielle. Ainsi dans la sixième édition de Systema naturæ (1748), il classe les oiseaux dans six grands ensembles pour répondre, harmonieusement, aux six ensembles qu'il utilise pour classer les mammifères.
Il définit clairement certains groupes comme la classe des amphibiens. Pour cela, il utilise les animaux décrits ailleurs (comme dans les œuvres de Seba, Aldrovandi, Catesby, Jonston ou d'autres auteurs). Mais, la plupart du temps, il décrit les espèces d'après des spécimens qu'il peut lui-même étudier.
Précurseur du racisme scientifique, il divise les Homo diurnus en cinq « variétés » en 1735, et c'est dans la dixième édition, celle de 1758, qu'Homo diurnus devient synonyme d'Homo sapiens, divisé en cinq « variétés » ou « espèces », classées dans cet ordre : américaine, européenne, asiatique, africaine et enfin monstrueuse (voir Linné, Systema naturae, 10e édition, 1758 (t. I, p. 20 sq.)).

### Species plantarum

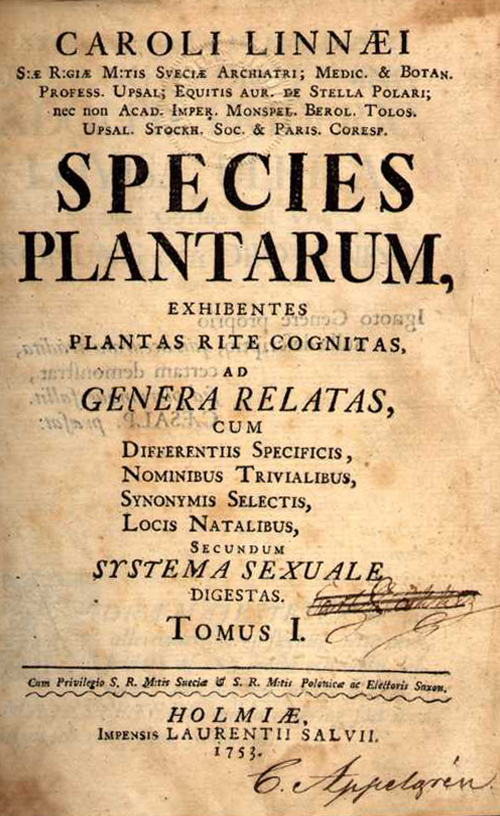
Première page du Species plantarum.

C'est en 1753 que Linné fait publier Species plantarum (Les espèces des plantes) où il décrit environ 8 000 végétaux différents pour lesquels il met en application de manière systématique la nomenclature binominale dont il est le promoteur.

### Ses correspondances
Mises en vente par la veuve de Linné en 1783 pour subvenir à ses propres besoins et à ceux de ses filles, les très nombreuses lettres à Linné des plus grandes figures de l'époque du monde des sciences et des idées révèlent toute la richesse intellectuelle du personnage et mettent en lumière les controverses qui agitaient alors la pensée européenne.

### Perles de culture
Lors de son voyage en Laponie en 1732, Linné visite une pêcherie de perles au lac de Purkijaure. Il faut ouvrir des milliers de coquillages pour trouver les si rares perles : cela l'intrigue. De retour à Uppsala, il tente une expérience, introduit une petite dose de plâtre fin dans des moules perlières et replace celles-ci dans la rivière de la ville, la Fyris. Six ans plus tard, il récolte plusieurs perles de la taille d'un pois.
Il perfectionne la technique en utilisant un fil d'argent pour tenir le granule générateur éloigné de la paroi de la coquille. La nacre peut ainsi se déposer régulièrement pour former une perle sphérique. Il vend son brevet en 1762, mais l'acquéreur néglige d'en tirer profit.
Ce n'est qu'en 1900 que l'invention de Linné est redécouverte lors de la lecture de ses manuscrits conservés à Londres. Au XXe siècle, les Japonais développent alors la culture perlière et en améliorent les techniques.

### Publications

#### Œuvres
La liste ci-dessous est limitée aux principales publications (la date indique la première édition) :
- Præludia sponsaliarum plantarum (1729)
- Fundamenta botanica quae majorum operum prodromi instar theoriam scientiae botanices per breves aphorismos tradunt (1732)
- Systema naturae (1735)
- Fundamenta botanica (1735)
- Bibliotheca botanica (1736) [Bibliotheca botanica recensens libros plus mille de plantis huc usque editos secundum systema auctorum naturale in classes, ordines, genera et species]
- Critica botanica (1737)
- Genera plantarum (1737)[24]
- Corollarium generum plantarum (1737)[25]
- Flora Lapponica (1737) [Flora lapponica exhibens plantas per Lapponiam Crescentes, secundum Systema Sexuale Collectas in Itinere Impensis]
- Ichthyologia (1738), où Linné publie les travaux de son collègue et ami Peter Artedi décédé accidentellement
- Classes Plantarum (en)[26]
- Hortus Cliffortianus (1738)[27]
- Flora Svecica (en) (1745)
- Fauna svecica (1746)
- Hortus Upsaliensis (1748)
- Philosophia Botanica (en) (1751)
- Species plantarum (1753)
- Flora anglica (1754)
- Somnus plantarum (1755)[28]
- Animalium specierum, Leyde : Haak, (1759)
- Instructio peregrinatoris (1759)
- Fundamentum fructificationis (1762)
- Fructus esculenti (1763)
- Fundamentorum botanicorum partes I et II (1768)
- Fundamentorum botanicorum tomoi (1778)

#### Traductions, rééditions
- Carl von Linné, Voyage en Laponie, Paris, La Différence, coll. « Minos », 2e éd., 2002, 318 p.  (ISBN 2729114122).
- (sl + en) Carl von Linné, Giovanni Antonio Scopoli, Darinka Soban (éd.), Joannes A. Scopoli / Carl Linnaus : dopisivanje (1760-1775), [« Giovanni Antonio Scopoli / Carl von Linné : correspondance (1760-1775) »], Prirodoslovno društvo Slovenije [Slovenian Natural History Society], coll. « Proteusova knjiznica », Ljubljana, 2004, 348 p.  (ISBN 961-90751-2-9).

## Ses idées

### Nomenclature linnéenne

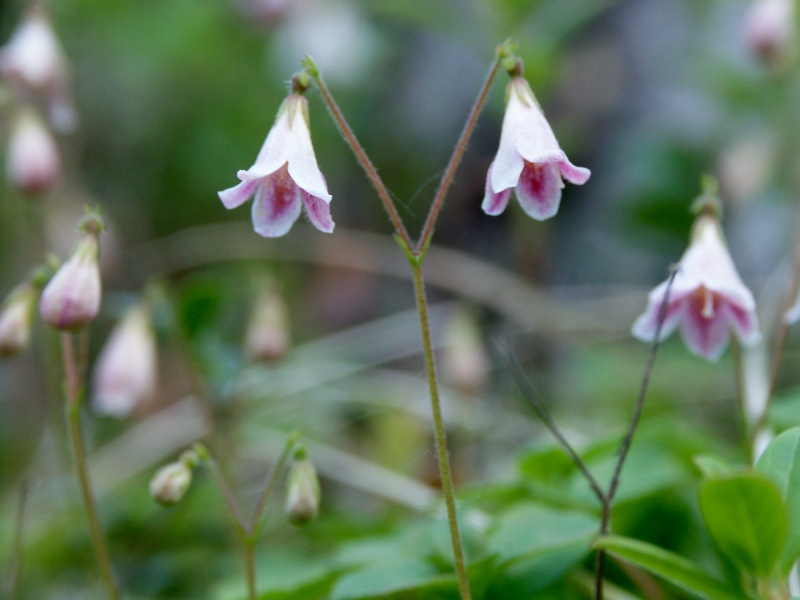
Linnée boréale, Linnaea borealis, fleur discrète de Laponie dont Linné avait fait son emblème.

Linné met au point son système de nomenclature binominale, qui permet de désigner avec précision toutes les espèces animales et végétales (et, plus tard, les minéraux) grâce à une combinaison de deux noms latins. Ce binom (c'est-à-dire nom double) ou binôme (suivant un usage flottant) comprend :
- un nom de genre au nominatif singulier (ou traité comme tel), dont la première lettre est une majuscule ;
- une épithète spécifique, qui peut être un adjectif, un nom au génitif ou un attribut, s'accordant avec le genre grammatical (masculin, féminin ou neutre) du nom de genre. Il est écrit entièrement en minuscules. L'épithète évoque souvent un trait caractéristique de l'espèce ou peut être formé à partir d'un nom de personne, de lieu, etc.

Il faudrait dire correctement « binom », comme le Code de Nomenclature zoologique (4e édition, 1999) le précise en français. Les deux sont étymologiquement corrects, mais « binom » est sémantiquement plus précis que « binôme », qui est un terme plus général. Les Anglais utilisent directement le mot latin binomen sans chercher à l'angliciser. Le Code de Botanique admet explicitement l'expression de nomenclature binomiale (qui est l'adjectif correspondant à binôme et non à binom).
Le nom de l'espèce est constitué par l'ensemble du binom. Ces noms sont « réputés latins », quelle que soit leur origine véritable (grecque, chinoise ou autre), et écrits en alphabet latin (lettres de a à z et ligatures æ et œ, comme en français, mais sans diacritiques ni accents).
Ce système binominal permet d'éviter de recourir aux noms vernaculaires, qui varient d'un pays à l'autre, voire d'une région à l'autre. Par exemple, le renard roux est appelé en japonais aka-kitsune, mais un naturaliste japonais comprendra le nom latin, international, de Vulpes vulpes.
Toutefois, avec la multiplication des recombinaisons, des synonymes et des interprétations divergentes d'auteurs, les « noms scientifiques » actuels sont parfois instables et difficiles à manier, comme d'ailleurs les noms vernaculaires.

### Systématique fixiste
Linné est un naturaliste « fixiste ». Pour lui, les espèces vivantes ont été créées par Dieu lors de la Genèse et n'ont pas varié depuis. Le but premier de son système est de démontrer la grandeur de la création divine. Linné écrit : « Nous comptons autant d'espèces qu'il y a eu au commencement de formes diverses créées ». L'ordre hiérarchique des taxons y est fondé sur des critères de ressemblances « morphologiques » et d'affinités supposées, sans établir de relation génétique ou phylogénétique entre les espèces.
C'est seulement par la suite et grâce à l'avancée des connaissances, notamment à partir des travaux de Lamarck et de Darwin, que la systématique a commencé à intégrer l'idée d'évolution aux principes classificatoires sous diverses formes (par exemple phénétique, évolutionniste, phylogénétique).

### Linné et la Bible
Linné, comme d'autres scientifiques de son temps, éprouve des difficultés pour concilier le contenu de la Bible avec ses connaissances. Il explique ainsi que le jardin d'Éden était comme une île tropicale qui devait comporter une haute montagne. Celle-ci, dont le climat change avec l'altitude, offre des habitats pour les autres formes de vie habituées aux régions tempérées et arctiques.

### Place de l'humanité
Dans son Systema naturae, Linné place l'être humain au sein du règne animal, de manière controversée même si Aristote l'avait déjà fait, et plus particulièrement dans l'ordre des quadrupèdes,. Dans la première édition de son livre, en 1735, le genre Homo est subdivisé en cinq variétés (varietates) de rang inférieur, à savoir Africanus nigr., Americanus rubsesc, Asiaticus fuscus et Europeanus albesc[pas clair]. Ces variétés sont basées sur des critères géographiques et sur la couleur de peau. La division de l'humanité n'est pas complètement nouvelle puisque le philosophe français François Bernier l'a déjà faite dans les années 1680.
Dans la dixième édition du Systema naturae, parue en 1758-1759, il regroupe l'ensemble des êtres humains au sein d'une seule espèce, Homo sapiens. Les quatre catégories demeurent et se voient adjoindre, en plus de l'origine géographique et de la couleur de peau, certaines caractéristiques que Linné considérait comme endémiques pour les individus qui la représentaient. Les Indiens d'Amérique seraient colériques, rouges de peau, francs, enthousiastes et combatifs ; les Africains flegmatiques, noirs de peau, lents, détendus et négligents ; les Asiatiques mélancoliques, jaunes de peau, inflexibles, sévères et avaricieux ; les Européens seraient quant à eux sanguins et pâles, musclés, rapides, astucieux et inventifs. Il y décrit par ailleurs une cinquième variété d'êtres humains, qualifiés de monstrueux (Monstrosus). Elle regroupe notamment les Samis, les nains des Alpes, les géants de Patagonie et les Hottentots monorchides,. C'est également dans cette dixième édition que Linné ajoute une deuxième espèce humaine, Homo troglodytes, appelée aussi Homo nocturnus, une espèce qui serait active uniquement la nuit et qui résiderait essentiellement dans l'Est de l'Asie. Il précise plus tard que l'Homo troglodytes est le lien entre les primates et les êtres humains.
Par la suite, dans Amoenitates academicae (1763), il définit l'Homo anthropomorpha comme un terme fourre-tout pour une variété de créatures mythologiques et proches de l'homme, tels le troglodyte, le satyre, l'hydre, le phœnix. Il prétendit que ces créatures n'existèrent pas vraiment mais qu'elles étaient des descriptions inexactes de créatures ressemblant aux grands singes.
Dans son Systema naturae il définit aussi l'Homo ferus comme « chevelu, muet et à quatre pattes ». Il y inclut aussi le Juvenis lupinus hessensis ou garçons-loups qui furent élevés par des animaux, pensait-il ; dans le même esprit on y trouve le Juvenis hannoveranus (Pierre de Hanovre) et la Puella campanica où Linné évoque la fille sauvage de Songy.

## Influence de Linné

### Élèves et influence
Nombreux sont les naturalistes qui viennent assister aux cours de Linné, apprendre sa méthode et l'appliquer dans leur région ou leur pays. Parmi ses nombreux élèves, citons : Anders Dahl, Johan Christian Fabricius, Charles de Géer, Christen Friis Rottbøll, Daniel Solander ou Martin Vahl.[réf. nécessaire] Tous ces naturalistes trouvent avec la systématique et la nomenclature linnéenne un moyen de faire progresser les connaissances.[réf. nécessaire] Vingt-trois de ses élèves deviendront professeurs dans différentes universités européennes.
Dix-sept de ses élèves, qu'il nomme ses apôtres, s'embarquent pour des contrées lointaines pour y reconnaître la faune et la flore. Il s'agit notamment de Pehr Kalm en Amérique du Nord, Fredric Hasselquist en Égypte et en Palestine, Andreas Berlin en Afrique, Pehr Forsskål au Moyen-Orient, Pehr Löfling au Venezuela, Pehr Osbeck et Olof Torén en Chine et en Asie du Sud-Est, Carl Peter Thunberg au Japon, Johann Peter Falck en Sibérie…[réf. nécessaire] Afin de financer ces expéditions, Linné leur trouve des bourses ou d'autres formes de rémunérations. En plus des instructions détaillées qu'il donne à chacun d'entre eux, il publie en 1759 des Instructio Peregrinatoris expliquant aux voyageurs ce qu'ils doivent observer. Il insiste pour recevoir des informations et des spécimens et soutient la publication des lettres et des récits de ces voyages.
Au-delà de ses élèves, Linné a eu une immense influence sur les naturalistes de son époque. C'est avec sa collaboration que Philibert Commerson put écrire son traité d'ichtyologie. Il eut aussi quelques autres correspondants tels que Frédéric-Louis Allamand.
Son caractère égocentrique, conjugué à une extrême ambition, le conduit en revanche, comme Buffon, à persécuter ceux qui n'optent pas pour son système. Mais il est le premier, suivant en cela John Ray, à utiliser un concept clair d'espèce qui n'est en rien diminué par sa conviction de l'immuabilité des espèces.[réf. nécessaire]

### Critiques
Contrairement à la plupart des naturalistes européens qui reconnaissent la révolution linnéenne, des naturalistes et des philosophes français comme Julien Offray de La Mettrie, Denis Diderot, Buffon ou Maupertuis critiquent la systématique linnéenne. Ce qui lui est reproché est son caractère artificiel. L'entreprise de Linné ne fait que partiellement appel à la raison, et peu d'incitation à l'expérimentation. Ils lui reprochent aussi une démarche empreinte de religiosité car Linné se voit en nouvel Adam décrivant et nommant la création. Pour toutes ces raisons les philosophes des Lumières en France ne peuvent le reconnaître comme l'un des leurs. Finalement, des idées de Linné, seule la nomenclature binominale survivra.

### Hommages
La Linnée boréale (Linnaea borealis) et le genre Linnaea ont été nommés en l'honneur de Linné, par son professeur Jan Frederik Gronovius.
De nombreuses espèces végétales et animales ont reçu l'épithète spécifique linnaei (plus rarement, linnaeus) en l'honneur de Linné.
Le portrait de Linné figurait sur l'ancien billet de banque suédois de 100 couronnes.
Plusieurs voies de circulation en France et une en Belgique ont été nommées rue Linné.
L'astéroïde (7412) Linné a été nommé en honneur de Linné.
Courant en Suède, le prénom « Linnea » dérive du nom de la fleur des bois, Linnaea borealis.

## Dans la culture
Dans son roman d'anticipation Vingt Mille Lieues sous les mers, Jules Verne met en scène le personnage de Conseil, domestique du professeur Aronnax, qui classe systématiquement toutes les espèces rencontrées durant le voyage selon le système linnéen.
Carl Linnaeus est un personnage majeur dans l'histoire du jeu de rôle Vaesen, dont les intrigues se déroulent en Scandinavie et plus précisément à Uppsala.